# Heinz Kubasch

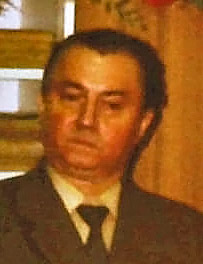
Heinz Kubasch 1985

Heinz Michael Kubasch (* 22. August 1923 in Königsbrück; † 6. April 2013) war ein deutscher Museologe und Autor.

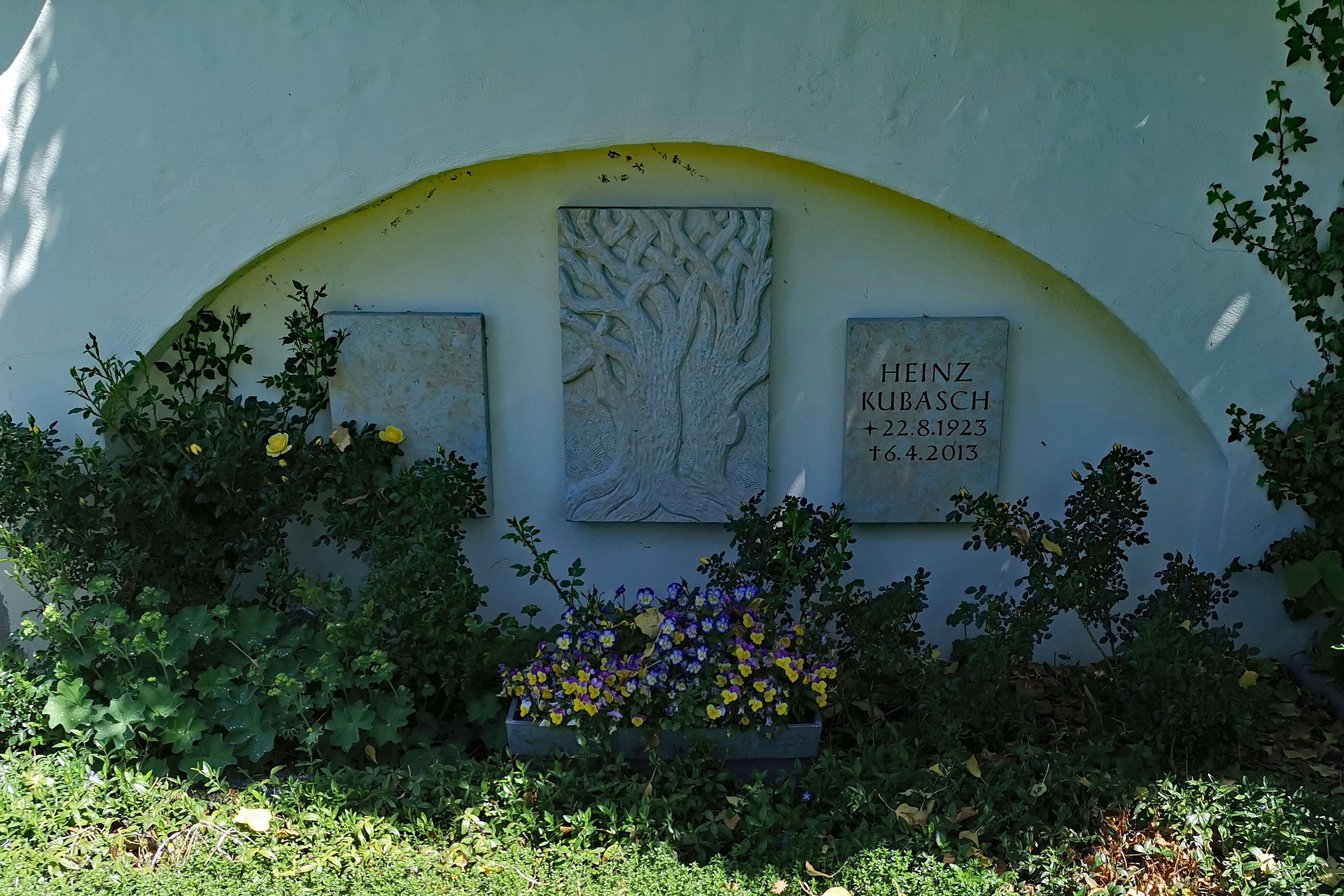
Grab auf dem Friedhof an der Hospitalkirche Königsbrück

## Leben und Wirken
Als drittes Kind des Königsbrücker Sattler- und Tapezierermeisters Johann Kubasch und dessen Ehefrau Elisabeth geboren, durchschritt Heinz Kubasch selbst die Handwerksausbildung zum Sattler. Nach seinem Kriegsdienst und dem Ende des Zweiten Weltkrieges arbeitete er im Unternehmen seines Vaters und legte 1948 die Meisterprüfung ab. Zu dieser Zeit hatte er bereits das Amt des Kreisnaturschutzbeauftragten als Ehrenamt übernommen. Die Leidenschaft für Natur und Heimat wuchs so stark, dass er sich im 30. Lebensjahr dazu entschloss, dieser Tätigkeit freischaffend als Kreisheimatpfleger mehr Raum zu geben.
Ehefrau Irene geborene Gey (1926–2020), mit der er drei Töchter hatte, teilte seine Heimatliebe und unterstützte seine Arbeit. Im Jahr 1953 entstand in Zusammenarbeit mit ihr das Heimatbuch Kreis Kamenz. Als Leiter des Heimatmuseums Kamenz konnte Heinz Kubasch ab 1957 sein Anliegen zum Naturschutz weiter ausbauen. Die Entwicklung des Heimatmuseums zum „Museum der Westlausitz“ erfolgte unter seiner Leitung. Eine Ausbildung an der Fachschule für Heimatmuseen in Weißenfels schloss er nach zweijähriger Ausbildung 1959 erfolgreich ab. Ab 1967 erweiterten sich seine Aufgaben, denn der Museologe wurde zum Naturschutzbeauftragten des Bezirkes Dresden ernannt. Mit seinen Vorträgen und Exkursionen erlangte er vielfach Beachtung. Besondere Verdienste hat Kubasch an der Errichtung der Naturschutzstation Gräfenhain bei Königsbrück, in der Naturschutzbeauftragte Wissen sammeln und Erfahrungen austauschen. 
Über den Ruhestand hinaus war Heinz Kubasch aktiv für Heimat und Naturschutz. Er arbeitete weiter als Naturschutzbeauftragter des Regierungsbezirkes Dresden und als Mitglied in zahlreichen anderen Gremien. Das Naturschutzgebiet Königsbrücker Heide verdankt dem Naturschützer Kubasch die öffentliche Aufmerksamkeit, welche letztlich überhaupt zur Widmung als Naturschutzgebiet führte sowie zu ihrem Ausbau zum Touristenmagneten. Für sein Wirken erhielt Heinz Kubasch zahlreiche Ehrungen wie zum Beispiel 1983 die Leibniz-Medaille der Akademie der Wissenschaften der DDR, 1995 die Verdienstmedaille des Verdienstordens der Bundesrepublik Deutschland  und 2005 den Verdienstorden des Freistaates Sachsen.